# ما وراء الذاكرة

مناطق فصوص الدماغ

ما وراء الذاكرة، أو الوعي السقراطي، هي إحدى أشكال إدراك الإدراك التي تنطوي على كل من المعرفة الاستبطانية لقدرات الذاكرة الخاصة بالفرد من جهة (بما في ذلك الاستراتيجيات التي من شأنها مساعدة هذه الذاكرة) والعمليات المسؤولة عن المراقبة الذاتية للذاكرة من جهة أخرى. يتضمن هذا الوعي الذاتي بالذاكرة العديد من الآثار الهامة على كيفية تعلم الفرد للذكريات واستخدامه لها. عند الدراسة، على سبيل المثال، يصدر الطلاب أحكامًا حول مدى نجاحهم في تعلم المادة المطلوبة مستخدمين هذه القرارات، التي تُعرف باسم «أحكام التعلم»، لتخصيص الوقت الكافي للدراسة.

## التأثيرات الفيزيولوجية

### الاضطرابات العصبية
وجد بانو وآخرون تأثر ما وراء الذاكرة في مختلف الاضطرابات العصبية خلال مراجعة بحثية حول المرضى المصابين بالاضطرابات العصبية المختلفة، بما في ذلك فقدان الذاكرة المرافق لمتلازمة كورساكوف، والضرر في الفص الجبهي، والتصلب المتعدد وفيروس العوز المناعي البشري. أظهرت بعض الاضطرابات نتائج مختلطة، مثل صرع الفص الصدغي، ومرض آلزهايمر وإصابات الدماغ الرضية، بينما لم تظهر اضطرابات أخرى أي تأثير، مثل متلازمة باركنسون ومتلازمة هنتنغتون.

خلصت مراجعة بانو وكاسزنياك إلى 4 استنتاجات:
(1) يوجد ارتباط وثيق بين المؤشرات الوظيفية في الفص الجبهي أو التكامل البنيوي من جهة ودقة ما وراء الذاكرة من جهة أخرى (2) يؤدي الخلل الوظيفي في الفص الجبهي المترافق مع ضعف الذاكرة إلى تعطيل شديد في عمليات ما وراء الذاكرة (3) تختلف مهام ما وراء الذاكرة في مستويات الأداء الذاتي، ومن المرجح، في العمليات الكامنة التي تقيسها هذه المهام المختلفة (4) يمكن لما وراء الذاكرة، وفقًا لقياسات المهام التجريبية، الانفصال من عمليات استرجاع الذاكرة الأساسية ومن الأحكام الشاملة للذاكرة.

#### الضرر في الفص الجبهي
ما يزال البحث العصبي الحيوي الذي يدرس ما وراء الذاكرة في مراحله الأولى، لكن تشير الدلائل الأخيرة إلى وجود دور هام للفص الجبهي. أظهرت دراسة على المرضى المصابين بتلف في قشرة فص الجبهة الإنسية انخفاضًا في أحكام الإحساس بالمعرفة وثقة الذاكرة مقارنة بالمجموعة المضبوطة.
تقترح الدراسات وجود دور هام للفص الجبهي الأيمن، وعلى وجه الخصوص المنطقة الجبهية الإنسية، في ما وراء الذاكرة. يرتبط التلف الذي يلحق بهذه المنطقة مع حدوث تعطيل في ما وراء الذاكرة، وخاصة في تتبعات الذاكرة الضعيفة ومهام الذاكرة العرضية المتطلبة للجهد.

#### متلازمة كورساكوف
يعاني الأفراد المصابين بون بمتلازمة كورساكوف، نتيجة افتقار الثيامين لدى مدمني الكحول المزمنين، من تلف في النواة الظهرية الإنسية للمهاد والنوى الحلمية بالإضافة إلى تنكس في الفص الجبهي. يختبر هؤلاء الأفراد فقدان الذاكرة وضعف ما وراء الذاكرة على حد سواء. أشار شيمامورا وسكوير إلى عدم اختبار مرضى فقدان الذاكرة الآخرين أي ضعف في أحكام «إف أو كيه» بالمقارنة مع مرضى فقدان الذاكرة المصابون بمتلازمة كوساكوف.

#### فيروس العوز المناعي البشري
أشار بانو وكاسزنياك إلى إصابة المرضى الذين يعانون من «إتش آي في» بضعف الذاكرة. مع ذلك، أثبتت دراسة لاحقة معنية بفيروس العوز المناعي البشري أن هذا الضعف ناجم بشكل رئيسي عن الإعياء العام المرتبط بالمرض.

#### التصلب المتعدد
يتسبب التصلب المتعدد (إم إس) في إزالة الميالين من الجهاز العصبي المركزي. وجدت إحدى الدراسات إصابة مرضى التصلب المتعدد بضعف ما وراء الذاكرة فيما يتعلق بالمهام المتطلبة لدرجة عالية من المراقبة، لكن لم يحدث أي ضعف فيما يتعلق بالمهام الأسهل.

#### اضطرابات أخرى
يختبر الأفراد المصابون بصرع الفص الصدغي ضعف ما وراء الذاكرة في بعض المهام دون أخرى، لكن ما تزال الأبحاث المخصصة لهذا المجال قليلة.
تشمل السمات المميزة لمرض آلزهايمر (إيه دي) تراجعًا في أداء الذاكرة، إلا أن النتائج غير حاسمة فيما يتعلق بتأثر ما وراء الذاكرة في مرض آلزهايمر. يمكن ملاحظة ضعف ما وراء الذاكرة بشكل شائع لدى الأفراد المصابين بمراحل متقدمة من مرض آلزهايمر، تشير بعض الدراسات أيضًا إلى حدوث ضعف في ما وراء الذاكرة في مراحل مرض آلزهايمر المبكرة، بينما تنفي أخرى حدوث ذلك.
لا يختبر المرضى المصابون بمرض باركنسون أو مرض هنتنغتون أي ضعف في ما وراء الذاكرة.

### النضج
تتحسن ما وراء الذاكرة عمومًا مع اقتراب الأطفال من سن النضج، لكن يستطيع الأطفال ما دون سن المدرسة اختبار درجة دقيقة من ما وراء الذاكرة. يوجد أربعة مجالات من ما وراء الذاكرة التي تتحسن مع التقدم في السن: 1) ما وراء الذاكرة التصريحية – يكتسب الأطفال مع نضجهم المعرفة باستراتيجيات الذاكرة. 2) ضبط النفس – يصبح الأطفال بشكل عام أفضل في تخصيص وقت للدراسة. 3) المراقبة الذاتية – يمتلك الأطفال الأكبر سنًا قدرة أفضل من الأطفال الأصغر سنًا في أحكام «جيه أو إل» و«إي أو إل». يمتلك الأطفال قابلية لتحسين ما وراء الذاكرة من خلال التعلم عبر البرامج التدريسية في المدرسة. تشير الأبحاث إلى احتمال تأخر الأطفال المصابين باضطراب «إيه دي إتش دي» في تطوير ما وراء الذاكرة في مرحلة ما قبل المدرسة مقارنة بأقرانهم.
وجدت دراسة حديثة حول إدراك الإدراك حدوث تراجع في قياسات ما وراء الذاكرة (مثل تخصيص وقت الدراسة) والوظائف التنفيذية مع التقدم في العمر. يتناقض هذا مع الدراسات الأقدم، التي لم تظهر أي انخفاض عند فصل ما وراء الذاكرة عن أشكال الذاكرة الأخرى، إذ اقترحت حتى إمكانية تحسن ما وراء الذاكرة مع التقدم في العمر.
وجدت إحدى الدراسات المستعرضة ثباتًا نسبيًا في الثقة التي يوليها الأفراد لدقة ذاكرتهم عبر الفئات العمرية المختلفة، على الرغم من ضعف الذاكرة الناشئ لدى المسنين. قد يمثل هذا السبب الكامن خلف ظاهرة طرف اللسان التي يزداد شيوعها مع التقدم في العمر.

#### علم الأدوية
اختبرت دراسة حول تأثيرات تعاطي «إم دي إم إيه» (إكستاسي) المبلغ عنها ذاتيًا والمرتبطة بما وراء الذاكرة عددًا من متغيرات ما وراء الذاكرة مثل المعتقدات / الأحاسيس المرتبطة بالذاكرة والذاكرة المبلغ عنها ذاتيًا. أشارت النتائج إلى حدوث فشل في الذاكرة الاستعادية نتيجة تعاطي العقار. يؤدي تعاطي المخدرات إلى تعطيل قدرات ما وراء الذاكرة على الرغم من احتمال مساهمة العوامل الأخرى مثل مستويات القلق المرتفعة لدى متعاطي المخدرات. علاوة على ذلك، أثبتت الأبحاث قدرة البنزوديازيبين لورازيبام على التأثير في ما وراء الذاكرة. عند دراسة عدد من الكلمات غير المنطقية المكونة من أربعة حروف، أظهر الأفراد المتعاطون للبنزوديازيبين لورازيبام ضعفًا في الذاكرة العرضية قصيرة الأمد وانخفاضًا في تقديرات «إف أو كيه». مع ذلك، لم يؤثر البنزوديازيبين لورازيبام على الدقة التنبؤية لأحكام «إف أو كيه».